# Список об'єктів Світової спадщини ЮНЕСКО в Болгарії
Списку об'єктів Світової спадщини ЮНЕСКО в Болгарії станом на 2023 рік налічує 10 найменувань, що приблизно становить 0,9 % загальної кількості об'єктів Світової спадщини у світі (1157 станом на 2023 рік).
Болгарія ратифікувала Конвенцію ЮНЕСКО про охорону всесвітньої культурної та природної спадщини 7 березня 1974 року, а перші 4 болгарські пам'ятки увійшли до переліку Світової спадщини 1979 року під час 3-ї сесії Комітету Світової спадщини ЮНЕСКО. Надалі список об'єктів Світової спадщини ЮНЕСКО в Болгарії поповнювався у 1983 та 1985 роках, об'єкт Природний заповідник  Сребарна зазнавав незначних змін у 2008, а Національний парк Пирин розширено у 2010 році. У 2017 році додано об'єкти Букових пралісів Карпат та інших регіонів Європи.
З-поміж 10 об'єктів 7 є об'єктами культурного (критерії i-vi) й 3 — природного типу (критерії vii-x). Детальний розподіл об'єктів за критеріями подано в таблиці нижче. Невідповідність кількості об'єктів у таблиці з загальною кількістю об'єктів зумовлена тим, що одна пам'ятка може відповідати кільком критеріям.
| i | ii | iii | iv | v | vi | vii | viii | ix | x |
| - | -- | --- | -- | - | -- | --- | ---- | -- | - |
| 3 | 2  | 6   | 2  | — | 1  | 1   | 1    | 2  | 1 |

## Пояснення до списку
У таблицях нижче об'єкти розташовані у хронологічному порядку їх додавання до списку Світової спадщини ЮНЕСКО.
Кольорами у списку позначено:

## Розташування об'єктів
| Боянська церква Мадарський вершник Казанлик Іваново Рильський монастир Несебир Фракійська гробниця Пирин Сребарна Букові праліси class=notpageimage\| Об'єкти Світової спадщини на мапі Болгарії · — об'єкти культурного типу; — об'єкти природного типу |

## Список
| №  | Зображення | Назва | Місцеположення | Час створення                       | Час внесення до списку                      | №    | Критерії      |
| -- | ---------- | --- | --- | ----------------------------------- | ------------------------------------------- | ---- | ------------- |
| 1  |            | Боянська церква (англ. Boyana Church) | Болгарія Боянський район, Софія | X—XIII століття                     | 1979                                        | 42   | ii, iii       |
| 2  |            | Мадарський вершник (англ. Madara Rider) | Болгарія Село Мадара, Шуменська область | 705—801                             | 1979                                        | 43   | i, iii        |
| 3  |            | Фракійська гробниця в Казанлиці (англ. Thracian Tomb of Kazanlak) | Болгарія Казанлик, Старозагорська область | IV століття до н. е.                | 1979                                        | 44   | i, iii, iv    |
| 4  |            | Печерні церкви в Іваново (англ. Rock-Hewn Churches of Ivanovo) | Болгарія Село Іваново, 16 км від міста Русе, Русенська область | XII—XIV століття                    | 1979                                        | 45   | ii, iii       |
| 5  |            | Рильський монастир (англ. Rila Monastery) * Комплекс Рильського монастиря * Комплекс Орлицького монастиря * Комплекс Пчелинського монастиря * Комплекс "Місце усамітнення святого Луки" * Комплекс «Могила преподобного Івана Рильського» | Болгарія На схилах гір Рила, найвищих гір Балканського півострова, в долині річки Рильська, за 29 км на схід від автомагістралі Софія-Салоніки. Рила, Кюстендильська область                                                                  | X—XIX століття                      | 1983                                        | 216  | vi            |
| 6  |            | Стародавнє місто Несебир (англ. Ancient City of Nessebar) | Болгарія Бургаська область | VI століття до н. е. — XIX століття | 1983                                        | 217  | iii, iv       |
| 7  |            | Природний заповідник Сребарна (англ. Srebarna Nature Reserve) | Болгарія Село Сребарна, Сілістринська область; 16 км на захід від міста Сілістра та 1 км на південь від Дунаю | —                                   | 1983 (незначні зміни у 2008 році)           | 219  | x             |
| 8  |            | Національний парк Пирин (англ. Pirin National Park) | Болгарія | —                                   | 1983 (розширено у 2010 році)                | 225  | vii, viii, ix |
| 9  |            | Фракійська гробниця в Свештарах (англ. Thracian Tomb of Sveshtari) | Болгарія Разградська область | III століття до н. е.               | 1985                                        | 359  | i, iii        |
| 10 |            | Букові праліси Карпат та інших регіонів Європи (англ. Ancient and Primeval Beech Forests of the Carpathians and Other Regions of Europe) * Центральний Балкан — заповідник Боатін * Центральний Балкан — заповідник Царичина * Центральний Балкан — заповідник Козя Стена * Центральний Балкан — заповідник Стара Река * Центральний Балкан — заповідник Північний Джендем * Центральний Балкан — заповідник Джендема * Центральний Балкан — заповідник Пеешті Скалі * Центральний Балкан — заповідник Сокольна | Болгарія (спільно з Австрією , Албанією , Бельгією , Боснією і Герцеговиною , Іспанією , Італією , Німеччиною , Північною Македонією , Польщею , Румунією , Словаччиною , Словенією , Україною , Францією , Хорватією , Чехією , Швейцарією ) | —                                   | 2007 (розширено у 2011, 2017 та 2021 роках) | 1133 | ix            |

## Розташування кандидатів
| Неолітичні помешкання Печера Магура Нікополіс ад Іструм Гробниця у Сілістрі Бачковський монастир Мелник Роженський монастир Пловдив Александровська гробниця Белоградчикські камені Русенський Лом Врачанський карст Центральні балкани Побиті камені class=notpageimage\| Кандидати на включення до Світової спадщини на мапі Болгарії · — об'єкти культурного типу; — об'єкти природного типу; — Дунайський лімес |

## Попередній список
Попередній список — це перелік важливих культурних і природних об'єктів, що пропонуються включити до Списку всесвітньої спадщини. Станом на 2023 рік запропоновано внести до переліку об'єктів Світової спадщини ЮНЕСКО в Болгарії ще 16 об'єктів. Їхній повний перелік наведено в таблиці нижче.
| №  | Зображення | Назва | Місцеположення | Час створення                      | Час внесення до списку | №    | Критерії         |
| -- | ---------- | --- | --- | ---------------------------------- | ---------------------- | ---- | ---------------- |
| 1  |            | Два житла епохи неоліту з повністю збереженим інтер'єром та побутовими меблями й посудом                          | Місто Стара Загора, район Вищого медичного інституту                                                                                           | 6-те тисячоліття до н. е.          | 1984                   | 44   | iii, iv          |
| 2  |            | Печера Маґура з малюнками бронзового віку                                                                         | Поблизу села Рабиша, у Видинської області | Залізна доба                       | 1984                   | 45   | —                |
| 3  |            | Стародавнє місто Нікополь ад Іструм                                                                               | Нікополь розташований біля села Нікюп, Великотирновська область, за 20 км від міста Велико-Тирново.                                            | II—XIV століття                    | 1984                   | 47   | iii, iv          |
| 4  |            | Пізня антична гробниця Сілістри                                                                                   | Місто Сілістра, в районі стародавнього некрополя.                                                                                              | IV століття                        | 1984                   | 48   | i, iii           |
| 5  |            | Бачковський монастир                                                                                              | Розташований в горах Родопи, недалеко від міста Асеновград                                                                                     | XI—XIX століття                    | 1984                   | 49   | i, iv, vi        |
| 6  |            | Місто Мелник та Роженський монастир                                                                               | Місто Мелник та його околиці | XIII-XIX століття                  | 1984                   | 50   | i, iv            |
| 7  |            | Національний парк Русенський Лом                                                                                  | — | —                                  | 1984                   | 54   | —                |
| 8  |            | Стародавній Пловдив                                                                                               | — | IV століття до н. е. — XX століття | 2004                   | 1948 | ii, iv, vi       |
| 9  |            | Фракійська гробниця з настінним живописом біля села Александрово                                                  | — | IV століття до н. е.               | 2004                   | 1949 | i, ii, iii       |
| 10 |            | Карстовий заповідник Враца                                                                                        | Врачанська область, муніципалітет Враца | —                                  | 2011                   | 5639 | vii, viii, ix, x |
| 11 |            | Белоградчицькі скелі                                                                                              | Видинська область, муніципалітет Белоградчик                                                                                                   | —                                  | 2011                   | 5640 | vii, viii        |
| 12 |            | Національний парк Центральний Балкан                                                                              | Області Ловецька, Габровська, Старозагорська                                                                                                   | —                                  | 2011                   | 5641 | vii, viii, ix, x |
| 13 |            | Пам'ятка природи Вбиті камені                                                                                     | Варненська область, общини Аксаково, Белослав, Девня, Суворово та Аврен.                                                                       | —                                  | 2011                   | 5642 | vii, viii        |
| 14 |            | Царський некрополь фракійського міста Севтополь — серійний об'єкт, продовження казанликської фракійської гробниці | Старозагорська область, муніципалітет Казанлик                                                                                                 | IV століття до н. е.               | 2016                   | 6085 | i, ii, iii, iv   |
| 15 |            | Єпископська базиліка та пізньоантичні мозаїки Філіппополя, римська провінція Фракія                               | Пловдив | II—VI століття                     | 2018                   | 6287 | ii, iii, iv, iv  |
| 16 |            | Кордони Римської імперії — Дунайський лімес (Болгарія)                                                            | Видинська, Монтанська, Врачанська, Плевенська, Великотирновська, Русенська та Сілістринська області (спільно з Румунією , Сербією та Хорватією | I—VII століття                     | 2020                   | 6474 | ii, iii, iv      |